# Horacio Zeballos
Horacio Zeballos Jr. (Mar del Plata, 27 aprile 1985) è un tennista argentino.
Ha ottenuto i migliori risultati in doppio, nel maggio 2024 ha raggiunto per la prima volta il 1º posto nella classifica mondiale.
Nel circuito maggiore ha vinto 25 titoli, tra cui l'Open di Francia 2025 in coppia con Marcel Granollers e nove di categoria ATP Masters 1000. Ha inoltre raggiunto con Granollers altre finali del Grande Slam agli US Open 2019, a Wimbledon 2021 e a Wimbledon 2023 e la finale alle ATP Finals 2023. Vanta inoltre 35 titoli nell'ATP Challenger Tour.
Si è distinto anche in singolare spingendosi fino al 39º posto del ranking ATP nel marzo 2013, anno in cui ha vinto il suo unico torneo di specialità nell'ATP Tour battendo Rafael Nadal in finale al Chile Open. Ha vinto inoltre in singolare 15 tornei Challenger.

## Carriera

### Juniores
Gioca nell'ITF Junior Circuit tra il 2002 e il 2003 senza vincere alcun torneo, i migliori risultati sono le finali raggiunte in singolare e in doppio al Banana Bowl, torneo paraguayano di Grade 1. Nel giugno 2003 consegue il suo miglior ranking da juniores al 71º posto mondiale.

### 2003-2005, inizi tra i professionisti e primi titoli ITF in doppio
Nel 2003 fa anche le sue prime apparizioni tra i professionisti nell'ITF Men's Circuit. Gioca con maggiore continuità nel 2004 e a settembre disputa la prima finale ITF, persa in singolare al torneo Argentina F5. Nel febbraio 2005 alza il primo trofeo da professionista vincendo in coppia con Agustin Tarantino il torneo di doppio all'ITF Futures Portugal F1. Nel prosieguo della stagione vincerà altri quattro tornei ITF di doppio, mentre in singolare perde le due finali disputate e gioca il suo primo incontro nel circuito Challenger.

### 2006-2007, primi titoli ITF in singolare e primi titoli Challenger e top 80 in doppio
Dopo aver vinto nel gennaio 2006 un altro torneo di doppio, a maggio vince il primo titolo in singolare all'ITF Futures Argentina F6 sconfiggendo in finale Damian Patriarca, e nello stesso torneo si impone anche in doppio. Chiuderà il 2006 con un totale di 4 titoli ITF in singolare e 4 in doppio. Nella seconda parte della stagione inizia a giocare con regolarità nei tornei Challenger e abbandona i tornei ITF, dopo averne vinti 4 in singolare e 7 in doppio. Nei tornei Challenger di singolare non va oltre i quarti di finale raggiunti al Quito Open, mentre in doppio disputa in agosto la prima finale di categoria al Cidade de Vigo, persa in coppia con Augustin Gensse. Perde altre due finali al Quito Challenger e al Medellin Open e a novembre vince il primo titolo Challenger a Naples in coppia con Pablo Cuevas, risultato con cui entra per la prima volta nella top 200 del ranking di doppio.
Anche nel 2007 in singolare non supera i quarti di finale nei tornei Challenger e a maggio entra per una sola settimana nella top 200. A novembre vince il suo primo incontro nelle qualificazioni di un torneo del circuito maggiore agli US Open e viene eliminato nel match successivo da Fabio Fognini. Quell'anno si afferma definitivamente in doppio nel circuito Challenger disputando diverse finali e vince i sei titoli di Città del Messico, Florianópolis, Torino, Campos do Jordão, Manta e Medellin. A maggio fa il suo ingresso nella top 100 di doppio e a settembre porta il best ranking alla 79ª posizione.

### 2008, primo titolo Challenger in singolare
All'inizio del 2008 debutta nel circuito maggiore nel torneo di doppio di Viña del Mar e viene eliminato al primo turno in coppia con Hugo Armando. Subisce la stessa sorte nei successivi tornei di Costa do Sauípe e Buenos Aires. Negli stessi tornei vince alcuni incontri nelle qualificazioni di singolare senza riuscire a entrare nel tabellone principale. Il 22 giugno vince il primo titolo Challenger in singolare a Recanati con il successo per 6-3 6-4 in finale su Grega Žemlja, e con alcuni discreti risultati nei Challenger di fine stagione a novembre rientra nella top 200. Nella prima parte del 2008 non consegue risultati di rilievo in doppio e ad aprile esce dalla top 100; a giugno vince l'unico titolo in doppio della stagione in un torneo ITF (il primo disputato dal 2006 e l'ultimo in carriera), e i migliori risultati sono le due finali Challenger raggiunte a settembre.

### 2009, prima finale ATP, 5 titoli Challenger e 41º del ranking in singolare, 6 titoli Challenger e 71º in doppio
Il 2009 è l'anno della svolta per Zeballos, che torna a primeggiare nei Challenger e ottiene ottimi risultati nel circuito maggiore. Nell'arco della stagione vince in singolare i 5 Challenger di Bucaramanga, Bogotà, Manta, Campos do Jordão e Buenos Aires. Risale velocemente la classifica e a luglio fa il suo esordio in singolare nel circuito maggiore senza passare per le qualificazioni a Newport, e viene subito eliminato. Nel successivo Challenger di Bogotá 2, in cui perde la finale, supera nei quarti l'ex campione olimpico e nº 93 del ranking Nicolas Massu, primo top 100 sconfitto in carriera. Una settimana più tardi entra per la prima volta nella top 100 di singolare.
A fine agosto supera per la prima volta le qualificazioni nel circuito maggiore agli US Open, al suo esordio in una prova del Grande Slam sconfigge Michael Berrer e viene quindi eliminato al quarto set dal nº 18 ATP Tomáš Berdych. Eliminato a fine ottobre al primo turno all'ATP di Mosca da Michail Južnyj, al successivo St. Petersburg Open raggiunge la prima finale ATP eliminando nell'ordine Jurij Ščukin, Aleksandr Dolhopolov, Ernests Gulbis e Igor Kunitsyn, e viene sconfitto da Serhij Stachovs'kyj con il punteggio di 2-6, 7-6, 7-6, risultato con cui sale al 41º posto mondiale, nuovo best ranking.
Anche in doppio raccoglie ottimi risultati che gli fanno risalire la classifica, dopo le due finali Challenger perse a gennaio, a febbraio vince il primo incontro in doppio nel circuito maggiore a Buenos Aires in coppia con Eduardo Schwank e vengono eliminati nei quarti. Tra fine marzo e fine maggio vince i Challenger di doppio a Santiago del Cile, Bogotá, San Luis Potosí e Bordeaux, e rientra nella top 100. Esordisce in una prova del Grande Slam al Roland Garros ed esce di scena al primo turno. All'ATP di Newport si spinge fino in semifinale con Sebastian Prieto e, dopo i trionfi nei Challenger di Bogotá 2 e Cali, a settembre porta il best ranking di doppio alla 71ª posizione. A fine stagione i colleghi ATP gli assegnano il premio per l'esordiente dell'anno.

### 2010, semifinale agli US Open, primo titolo ATP e 32º nel ranking in doppio, trionfo in World Team Cup
Sconfitto in singolare al turno di esordio nei primi tornei ATP stagionali, all'Auckland Open gioca con Rogier Wassen ed escono nei quarti dopo aver sconfitto i numeri 1 del mondo Bob e Mike Bryan. Raggiunge poi gli ottavi all'Australian Open con Leonardo Mayer e la prima finale ATP in carriera a Santiago, nella quale in coppia con Potito Starace viene sconfitto da Łukasz Kubot / Oliver Marach. Vince il primo titolo ATP in carriera nel torneo di doppio del successivo Argentina Open insieme a Sebastián Prieto, con il successo in finale per 7-6, 6-3 su Simon Greul / Peter Luczak; nel torneo di singolare esce nei quarti di finale dopo aver eliminato i veterani Gastón Gaudio, ex campione all'Open di Francia, e l'ex numero 1 del mondo Carlos Moyá. A marzo debutta nella squadra argentina di Coppa Davis nella sfida vinta 3-2 contro la Svezia, e si impone in doppio insieme a David Nalbandian. Eliminato al primo turno in singolare all'Indian Wells Open, vince i primi incontri in un Masters 1000 al Miami Open, dove al secondo turno batte il nº 24 del ranking Gilles Simon, e viene poi eliminato dal futuro vincitore Tomáš Berdych. Raggiunge la semifinale a Houston con le vittorie su Taylor Dent, Dudi Sela e Fernando González, e viene eliminato da Juan Ignacio Chela.
Dopo le premature eliminazioni nei primi tornei sulla terra battuta europea, trionfa con l'Argentina alla World Team Cup di Düsseldorf; nel round-robin batte Filip Krajinović e vince due dei 3 incontri di doppio disputati, e nella finale vinta 2-1 contro gli Stati Uniti supera Robby Ginepri. Al secondo turno del Roland Garros viene eliminato da Rafael Nadal e non va oltre il primo turno a Wimbledon, mentre in doppio esce al secondo turno con Leonardo Mayer dopo aver eliminato le teste di serie nº 5 Łukasz Kubot / Oliver Marach. Nei quarti di finale di Coppa Davis vinti 3-2 contro la Russia a Mosca, si impone in doppio assieme a Eduardo Schwank. Dopo l'eliminazione al primo turno agli US Open si riscatta nel torneo di doppio, gioca con Eduardo Schwank e raggiunge per la prima volta gli ottavi di finale in una prova del Grande Slam battendo le teste di serie nº 4 Mahesh Bhupathi / Maks Mirny, con il successo su Horia Tecău / Robert Lindstedt accedono alla semifinale e vengono eliminati da Rohan Bopanna / Aisam-ul-Haq Qureshi. Con questo risultato porta il best ranking alla 33ª posizione. Nella semifinale di Coppa Davis perde il doppio con Schwank contro Michaël Llodra / Arnaud Clément, la Francia si aggiudica la sfida per 5-0 e accede alla finale. Un mese dopo perde nei quarti di finale all'ATP di Mosca contro Viktor Troicki, mentre raggiunge la semifinale in doppio e sale alla 32ª posizione mondiale. Viene eliminato al primo turno in singolare a San Pietroburgo, dove era stato finalista l'anno prima, ed esce dalla top 100.

### 2011, un titolo ATP e 2 Challenger in doppio
Sconfitto in finale di doppio al primo impegno stagionale al Challlenger di San Paolo del Brasile, all'ATP di Santiago sconfigge il nº 16 del mondo David Nalbandian ed esce nei quarti per mano di Potito Starace; nel torneo di doppio perde in semifinale in coppia con Schwank. All'ATP di Buenos Aires elimina Pablo Andújar e viene battuto al secondo turno da Juan Ignacio Chela. Nei Challenger perde contro Andres Molteni la finale in singolare a Salinas e vince quella di doppio a Providencia assieme a Máximo González. Eliminato al secondo turno agli ATP degli U.S. Men's Clay Court Championships e di Monaco, in quest'ultimo torneo vince con Simone Bolelli il suo secondo titolo ATP in doppio battendo in finale Andreas Beck / Christopher Kas con il punteggio di 7-6, 6-4. Nel periodo successivo disputa alcune finali nei Challenger, in singolare perde quella di Bordeaux, mentre in doppio perde quella al Marburg Open e si impone in quella del Genoa Open in coppia con Dustin Brown. Il trionfo a Genova arriva la settimana dopo l'eliminazione al secondo turno nel torneo di doppio agli US Open, e non compensa i punti persi nello Slam newyorkese dove l'anno prima era giunto in semifinale. Scende così all'85º posto nel ranking di doppio, a ottobre è al 93º e termina la stagione all'88º, mentre in singolare chiude alla 109ª posizione dopo essere stato alla 126ª a giugno.

### 2012, quarti di finale in doppio al Roland Garros, diversi titoli Challenger
Nei tornei ATP del 2012 non va oltre il secondo turno in singolare. Nell'ATP Challenger Tour perde la finale in singolare all'Open Barranquilla e a maggio vince il Prague Open, nella cui finale sconfigge Martin Kližan. In doppio nella prima parte della stagione raggiunge le semifinali ai tornei ATP del Chile Open e dell'Argentina Open e vince i Challenger all'Open Bucaramanga, al Challenger Salinas, risultati che non bastano per evitare l'uscita dalla top 100 a maggio. Vi rientra la settimana successiva con il successo al Prague Open. Supera le qualificazioni dell'Open di Francia e perde al secondo turno contro Kevin Anderson, mentre in doppio, insieme a Oliver Marach, elimina tra gli altri Gonzalez/Kas e perdono in tre set nei quarti contro i fratelli Bryan. Rientra per breve tempo nella top 100 di singolare. Torna a mettersi in luce nei Challenger in entrambe le specialità a fine stagione, in doppio vince a San Juan e a Buenos Aires, mentre perde a São Leopoldo e chiude il 2012 in 63ª posizione. In singolare rientra di nuovo nella top 100 con i successi a Montevideo e a São Leopoldo.

### 2013, unico titolo ATP, vittoria su Nadal e 39º in singolare, semifinale al Roland Garros e una finale ATP in doppio
Inizia la stagione vincendo il Challenger di São Paulo battendo in finale Rogério Dutra da Silva. Eliminato al primo turno agli Australian Open, il 10 febbraio vince al Chile Open il suo unico torneo ATP della carriera in singolare battendo in finale il rientrante Rafael Nadal con il punteggio di 6-7, 7-6, 6-4. Guadagna 30 posizioni nel ranking e dopo i quarti di finale raggiunti all'Abierto Mexicano de Tenis sale alla 39ª posizione, che resterà il suo miglior ranking di singolare in carriera. Ha quindi inizio un periodo negativo e scende in classifica, nel prosieguo della stagione il migliore risultato in singolare nei tornei ATP sono i quarti di finale raggiunti a Umago. A novembre si trova al 64º posto mondiale e risale al 56º dopo il titolo conquistato al Lima Challenger.
In doppio perde a inizio stagione due semifinali ATP in coppia con Oliver Marach al Brasil Open e al Chile Open, e dopo una serie di risultati negativi si spinge assieme a Pablo Cuevas in semifinale al Roland Garros, persa contro Michael Llodra / Nicolas Mahut. Disputa quindi la semifinale all'ATP di Umago ed esce al terzo turno agli US Open. Di nuovo con Cuevas perde in due set la finale ATP di Kuala Lumpur contro Eric Butorac / Raven Klaasen e risale alla 37ª posizione mondiale.

### 2014-2015, una finale ATP in doppio
Nella prima parte della stagione gioca soprattutto nei tornei ATP ed esce dalla top 100 di singolare dopo una serie di negative prestazioni tra cui la sconfitta al secondo turno al Chile Open, nel quale era campione uscente. Dalla primavera torna a giocare nei Challenger, nel corso dell'annata raggiunge tre finali in singolare e le vittorie in quelle del Marburg Open e del Quito Challenger gli consentono di rientrare brevemente nella top 100. Nel circuito maggiore raggiunge in doppio con Cuevas la finale all'Argentina Open e la semifinale a Umago, mentre disputa cinque finali Challenger vincendo quelle all'Open du Pays d'Aix e alla Venice Challenge Save Cup. La miglior posizione stagionale è la 38ª a maggio e chiude il 2014 alla 79ª.
Nel 2015 gioca in singolare sei match nei tornei ATP e ne vince due, mentre in doppio ne vince due su otto. Anche in questa stagione i migliori risultati arrivano dai Challenger, in particolare in doppio con i titoli conquistati a San Luis Potosí, Savannah, Fürth, Mosca, Genova, Corrientes, Bogotá e Buenos Aires. Questi successi gli consentono di restare nella top 100 per quasi tutta la stagione, che chiude al 72º posto. I negativi risultati in singolare nella prima parte della stagione lo portano in settembre alla 160ª posizione. Negli ultimi mesi perde le uniche due finali Challenger disputate in singolare nel 2015 e risale la classifica fino al 122º posto.

### 2016, ultimi due titoli in singolare, quattro titoli ATP e quattro Challenger in doppio
Nella prima parte della stagione gioca nelle Americhe, prende parte solo ad alcuni tornei ATP e il miglior risultato in singolare sono gli ottavi di finale raggiunti al Miami Open, rimarrà il suo miglior risultato in singolare in un Masters 1000 in carriera e lo riporta in top 100. L'unico altro risultato di rilievo in singolare nei tornei ATP saranno i quarti di finale disputati all'Atlanta Open. Torna a vincere tornei in singolare dopo una stagione senza successi, gioca quattro finali Challenger e si aggiudica quelle al Poprad-Tatry ATP Challenger Tour e al Båstad Challenger, che resteranno gli ultimi titoli in carriera nella specialità. Il miglior ranking dell'anno è il 66º posto di settembre. poco dopo il secondo turno raggiunto agli US Open.
In doppio vince il primo titolo ATP dopo quasi cinque anni a  San Paolo del Brasile in coppia con Julio Peralta, con il quale giocherà per quasi tutta la stagione. Vince anche le altre tre finali ATP disputate in doppio nel 2016, le due consecutive al Swiss Open Gstaad con Peralta e all'Atlanta Open con Andrés Molteni, e di nuovo con Peralta quella all'Open de Moselle. Continua a raccogliere successi in doppio anche nel circuito Challenger, nella prima parte della stagione gioca due finali e vince quella all'Open Bucaramanga. Negli ultimi mesi del 2016 si impone con Peralta al prestigioso Genoa Open Challenger, al Challenger de Buenos Aires e al Santiago Challenger 2, dopo il quale si ritrova al 44º posto mondiale.

### 2017, un titolo ATP, altre tre finali e ritorno al 32º posto del ranking in doppio
Nel 2017 gioca quasi esclusivamente nel circuito maggiore; nei primi tre mesi viene spesso eliminato al primo turno in singolare e raggiunge il secondo turno solo in tre tornei. Dopo aver disputato due quarti di finale nei Challenger, si spinge fino alla semifinale all'ATP 500 del Barcelona Open e cede in due set a Nadal dopo aver eliminato il top 40 Joao Sousa, il top 50 Benoit Paire e l'emergente Karen Khachanov in semifinale. Torna nella top 50 dopo aver raggiunto i quarti di finale agli Internazionali di Baviera e soprattutto il quarto turno al Roland Garros, dove elimina tra gli altri il nº 24 ATP Ivo Karlovic e raccoglie solo cinque giochi contro Dominic Thiem. Non supera il secondo turno nei successivi cinque tornei ATP e torna a disputare i quarti di finale al Winston-Salem Open. Verso fine stagione perde l'ultima finale in carriera in singolare al Challenger de Buenos Aires contro Nicolas Kicker.
Anche nel 2017 gioca in doppio soprattutto con Peralta, a febbraio raggiungono la finale all'Ecuador Open contro James Cerretani / Philipp Oswald e si ritirano nel secondo set. Eliminati in semifinale al Rio Open, si aggiudicano il titolo agli U.S. Men's Clay Court Championships superando in finale Dustin Brown / Frances Tiafoe al terzo set. Escono in semifinale al Challenger del Sarasota Open e agli Internazionali di Baviera. Al Roland Garros si spingono fino ai quarti di finale e vengono sconfitti da Juan Sebastian Cabal / Robert Farah dopo aver eliminato le teste di serie nº 6 Feliciano Lopez / Marc Lopez. Con questo risultato Zeballos eguaglia il miglior ranking stabilito nel 2010 al 32º posto. I migliori risultati nella seconda parte della stagione sono la semifinale raggiunta al German Open e le finali a Winston-Salem e al St. Petersburg Open, che permettono a Zeballos di rimanere in top 40 fino al termine del 2017.

### 2018, primo titolo ATP 500, altri due titoli ATP e top 30 in doppio, ultimi match vinti in singolare
Nei primi cinque tornei stagionali raggiunge il secondo turno in singolare solo in due occasioni. Torna a mettersi in luce spingendosi fino alla semifinale al Brasil Open, elimina tra gli altri il top 40 Gaël Monfils e cede in tre set a Jarry. Ad aprile inizia un periodo di inattività di oltre un mese, perde i punti guadagnati nel 2017 a Barcellona in singolare e a maggio esce definitivamente dalla top 100. Inizia a diradare le sue presenze e i successi in singolare, esce al primo turno al Roland Garros e a Wimbledon e continua a scendere nel ranking. Vince i suoi ultimi due incontri in singolare in carriera al primo turno di Winston-Salem e nel play off di Coppa Davis vinto 4-0 contro la Colombia.
Continua invece a raccogliere successi in doppio, anche se nel corso del 2018 cambia diversi partner di gioco. All'esordio stagionale perde la finale al Brisbane International assieme a Leonardo Mayer contro Henri Kontinen / John Peers. Torna a vincere l'Argentina Open, questa volta con Andrés Molteni, con il successo al terzo set in finale su Juan Sebastián Cabal / Robert Farah. Dopo la semifinale persa assieme a Molteni al Rio Open, raggiunge in coppia con Pablo Cuevas la sua prima semifinale in un Masters 1000 all'Indian Wells Open e vengono sconfitti dai fratelli Bob e Mike Bryan, risultato con cui porta il miglior ranking alla 28ª posizione. Delude nei tornei successivi e torna in evidenza a luglio vincendo con Peralta lo Swedish Open battendo in finale Simone Bolelli / Fabio Fognini in due set. A fine mese, ancora con Peralta, si aggiudica il primo torneo ATP 500 della carriera al German Open Hamburg con la vittoria su Oliver Marach / Mate Pavić per 6-1, 4-6, [10-6]. Nella parte finale della stagione consegue con Peralta alcuni discreti risultati nei tornei ATP e chiude la stagione nella top 30.

### 2019, prima finale del Grande Slam, primi due titoli Masters 1000, un altro titolo ATP e nº 3 del mondo
A inizio stagione gioca il suo ultimo match in singolare della carriera al primo turno di qualificazione dell'Auckland Open. In coppia con Lukasz Kubot si spinge per la prima volta fino ai quarti di finale agli Australian Open e perdono in tre set contro Ryan Harrison / Sam Querrey, a fine torneo sale al 23º posto mondiale. Si porta al 22º dopo che con Máximo González perde la finale al successivo Córdoba Open contro Roman Jebavý / Andrés Molteni. Ancora con Gonzalez si conferma campione all'Argentina Open. A marzo si aggiudica il trofeo più importante da inizio carriera vincendo il suo primo torneo Masters 1000 all'Indian Wells Open, gioca in coppia con Nikola Mektić ed eliminano nell'ordine le teste di serie nº 1  Pierre-Hugues Herbert / Nicolas Mahut, le nº 5 Juan Sebastián Cabal / Robert Farah, le nº 3 Oliver Marach / Mate Pavić in semifinale e in finale hanno la meglio sulle nº 6 Łukasz Kubot / Marcelo Melo con il punteggio di 4-6, 6-4, [10-3]. L'impresa gli vale il 19º posto mondiale.
Continua l'ascesa arrivando con Gonzalez nei quarti al Miami Open, in semifinale al Monte Carlo Masters e nei quarti al Masters di Roma. Nonostante siano eliminati al turno di esordio al Roland Garros, Zeballos porta il miglior ranking alla 12ª posizione. Sempre con Gonzalez disputa la prima finale ATP sull'erba all'Eastbourne International, persa in tre set contro Cabal / Farah. Eliminati al terzo turno a Wimbledon, Zeballos perde la finale allo Swedish Open assieme a Federico Delbonis cedendo in tre set a Sander Gillé / Joran Vliegen. Ad agosto ha inizio il sodalizio con Marcel Granollers, che si protrarrà per diversi anni e porterà grandi successi. Al loro primo torneo si aggiudicano il Masters 1000 di Montréal con la vittoria in finale su Robin Haase / Wesley Koolhof per 7-5, 7-5, che vale a Zeballos l'ingresso nella top 10, al 7º posto. Il mese dopo Zeballos sale al 3º posto dopo aver raggiunto con Granollers la sua prima finale in una prova del Grande Slam agli US Open, e vengono sconfitti dalle teste di serie nº 1 Cabal / Farah con il punteggio di 4-6, 5-7. Sarà l'ultima impresa della grande stagione.

### 2020, un titolo Masters 1000, altri due titoli ATP e semifinale alle ATP Finals
Granollers e Zeballos iniziano la stagione con l'eliminazione al terzo turno agli Australian Open. A febbraio vincono due tornei consecutivi all'Argentina Open e al Rio Open, sconfiggendo nelle rispettive finali Guillermo Durán / Juan Ignacio Londero e Salvatore Caruso / Federico Gaio. A inizio marzo il tennis mondiale inizia una lunga pausa per far fronte alla pandemia di COVID-19, Zeballos e Granollers si ripresentano a fine agosto ed escono nei quarti al Cincinnati Open. I buoni risultati tornano sulla terra rossa, all'Austrian Open Kitzbühel raggiungono la finale e vengono sconfitti da Austin Krajicek / Franko Škugor . Tornano al successo agli Internazionali d'Italia battendo in finale Jeremy Chardy / Fabrice Martin per 10-8 nel set decisivo. Non vanno oltre il turno di esordio al Roland Garros. Si qualificano per le ATP Finals, superano il round-robin con due vittorie e una sconfitta e cedono al secondo set in semifinale a Wesley Koolhof / Nikola Mektić, che vinceranno il torneo.

### 2021, due titoli Masters 1000 e finale a Wimbledon
Inizia la stagione debuttando in ATP Cup e al fianco di Maximo Gonzalez vince i due incontri di doppio disputati, ma si qualificano alla fase successiva i russi, che vincono entrambi i singolari nella sfida con l'Argentina. Arriva poi la delusione dell'eliminazione al primo turno agli Australian Open, Granollers Zeballos vengono quindi sconfitti in finale all'ATP 500 di Acapulco da Ken e Neal Skupski e in semifinale al Monte Carlo Masters. Tornano al successo al Madrid Open con la vittoria in finale per 10-8 nel set decisivo sulla coppia formata dai numeri 4 e 1 del mondo Mektić / Pavić. Dopo le eliminazioni nei quarti a Roma e al secondo turno al Roland Garros, raggiungono la loro seconda finale in carriera in un torneo del Grande Slam a Wimbledon, dove Zeballos non era mai andato oltre il terzo turno. Devono concedere la rivincita a Mektić / Pavić, che si impongono per 6-4, 7-6, 2-6, 7-5.
Zeballos fa quindi il suo debutto olimpico ai Giochi di Tokyo, e in coppia con Molteni esce al primo turno. Si riscatta vincendo con Granollers un altro Masters 1000 al Cincinnati Open, nella cui finale hanno la meglio su Steve Johnson / Austin Krajicek dopo due tie-break. Escono nei quarti agli US Open, sconfitti in rimonta da Jamie Murray / Bruno Soares. Degli impegni successivi disputa solo lo spareggio di Davis con la Bielorussia e l'Indian Wells Open, riescono comunque a rimanere nella top 10 per tutta la stagione. Si qualificano per le ATP Finals come teste di serie nº 4 e, come l'anno precedente, superano il round-robin con due vittorie e una sconfitta ed escono in semifinale, questa volta per mano di Pierre-Hugues Herbert / Nicolas Mahut che si aggiudicheranno il titolo.

### 2022, un titolo ATP e uscita dalla top 10
all'esordio stagionale disputa con Granollers la prima semifinale in carriera agli Australian Open e vengono eliminati da Thanasi Kokkinakis / Nick Kyrgios in due set. Raggiunge la settima finale all'Argentina Open, questa volta con Fabio Fognini, e raccolgono due soli giochi contro Santiago González / Andrés Molteni. Con Granollers viene eliminato in semifinale al Rio Open e non superano i quarti nei tornei successivi. Dopo nove anni torna a disputare la semifinale al Roland Garros e vengono eliminati da Dodig / Krajicek dopo aver vinto il primo set. Vincono il successivo torneo di Halle (primo titolo di Zeballos sull'erba) sconfiggendo in finale Tim Pütz / Michael Venus per 14-12 nel terzo set.
Rinunciano quindi a giocare a Wimbledon e dopo un mese di inattività perdono in semifinale ad Amburgo. Non superano mai i quarti nella trasferta americana, e con l'eliminazione al primo turno agli US Open Zeballos esce dalla top 10 dopo oltre tre anni. Vince con Gonzalez due dei tre incontri disputati nella fase a gironi delle Finals di Coppa Davis, gli argentini perdono anche i restanti match del girone e chiudono eliminati all'ultimo posto. Vince gli ultimi incontri del 2022 all'Astana Open, raggiungendo i quarti di finale. Perde gli ultimi sette incontri stagionali, compresi i tre di round robin alle ATP Finals, e chiude la stagione alla 14ª posizione.

### 2023, finale a Wimbledon e alle ATP Finals, un titolo Masters 1000 e rientro in top 5
Aprono la stagione raggiungendo la semifinale all'Auckland Open e soprattutto agli Australian Open, dove subiscono una netta sconfitta contro le rivelazioni e vincitori del torneo Rinky Hijikata / Jason Kubler. Attraversano quindi un periodo negativo e Zeballos esce dalla top 20, tornano a fare risultato spingendosi fino alla semifinale agli Internazionali d'Italia, persa contro Hugo Nys / Jan Zielinski. Perdono poi la finale al Geneva Open contro Jamie Murray / Michael Venus e in semifinale al Roland Garros contro Dodig / Krajicek, risultato con cui Zeballos retrocede alla 26ª posizione. Risale alla 12ª arrivando di nuovo in finale al torneo di Wimbledon, nella quale cedono per 4-6, 4-6 a Wesley Koolhof / Neal Skupski.
Nella trasferta americana perdono la semifinale al Masters di Toronto, mentre deludono agli US Open fermandosi al terzo turno. L'unico successo stagionale arriva allo Shanghai Masters con la vittoria in finale su Rohan Bopanna / Matthew Ebden al terzo set, e Zeballos torna in top 10. Per la quarta volta consecutiva raggiungono le ATP Finals e per la prima volta vincono tutti e tre gli incontri di round-robin e soprattutto la semifinale, dove sconfiggono nuovamente Bopanna / Ebden, Perdono il match che assegna il titolo contro Rajeev Ram / Joe Salisbury con il punteggio di 4-6, 3-6 e Zeballos chiude il 2023 al 5º posto mondiale.

### 2024, due titoli Masters 1000 e numero 1 del ranking
Aprono il 2024 con la sconfitta in finale all'Auckland Open contro Wesley Koolhof / Nikola Mektić, mentre escono al terzo turno degli Australian Open. Perdono la finale anche all'Argentina Open e all'Indian Wells Open, rispettivamente contro Simone Bolelli / Andrea Vavassori e Wesley Koolhof / Nikola Mektić. Risalgono nel ranking con le semifinali raggiunte a Miami, Monte Carlo e al Madrid Open, tornei nei quali l'anno precedente erano usciti al primo turno. Il 6 maggio 2024 Zeballos sale per la prima volta in vetta al ranking ATP, appaiato a Granollers. Vincono il primo titolo del 2024 agli Internazionali d'Italia, nella cui finale concedono quattro soli giochi alla coppia Arévalo / Pavić. Escono quindi la semifinale al Roland Garros contro Arévalo / Pavić e retrocedono alla 2ª posizione.
Tornano in vetta del ranking dopo la sconfitta in semifinale a Wimbledon contro Max Purcell / Jordan Thompson. Il secondo successo stagionale arriva al Masters 1000 di Montréal con la vittoria in due set in finale contro Rajeev Ram / Joe Salisbury. Sconfitti in semifinale al Cincinnati Open, escono nei quarti di finale agli US Open, dove Purcell / Thompson si prendono la rivincita. Perdono al secondo turno allo Shanghai Masters, dove erano campioni uscenti, e con l'uscita al turno di esordio al Paris Masters scendono in 3ª posizione. Si ritrovano alla 4ª dopo le tre sconfitte subite e l'eliminazione nel round robin alle ATP Finals.

### 2025, trionfo al Roland Garros, un titolo Masters 1000 e un altro titolo ATP
Un infortunio al torace costringe Granollers a rinunciare agli Australian Open, L'esordio stagionale di Zeballos avviene quindi in Coppa Davis e in coppia con Molteni si aggiudica il doppio nella sfida vinta 3-2 contro la Norvegia. Rientra a giocare nel circuito ATP con altri partner e subisce tre sconfitte al primo turno. Perde al primo turno anche all'Indian Wells Open al rientro di Granollers, e nonostante vincano il Challenger 175 di Phoenix esce dalla top 10. Arrivano altre sconfitte al primo turno inframmezzate dal titolo vinto all'ATP 250 di Bucarest. La coppia ispano-argentina torna ai suoi livelli abituali e Zeballos conquista il suo nono titolo in un Masters 1000 al Madrid Open, sconfiggendo in due set in finale i numeri 1 del mondo Arévalo / Pavić, successo con cui rientra in top 10.
Sconfitti nei quarti di finale da Neal Skupski / Joe Salisbury agli Internazionali d'Italia, si prendono subito la rivincita sconfiggendo la coppia britannica in finale all'Open di Francia con il punteggio di 6-0, 6-7, 7-5, ed è per entrambi il primo titolo del Grande Slam.

## Statistiche

### Singolare

#### Vittorie (1)
| Legenda              |
| Grande Slam (0)      |
| ATP Finals (0)       |
| ATP Masters 1000 (0) |
| ATP Tour 500 (0)     |
| ATP Tour 250 (1)     |

| N. | Data             | Torneo                   | Superficie  | Avversario in finale | Punteggio           |
| 1. | 10 febbraio 2013 | Chile Open, Viña del Mar | Terra rossa | Rafael Nadal         | 6(2)-7, 7-6(6), 6-4 |

#### Finali perse (1)
| Legenda              |
| Grande Slam (0)      |
| ATP Finals (0)       |
| ATP Masters 1000 (0) |
| ATP Tour 500 (0)     |
| ATP Tour 250 (1)     |

| N. | Data             | Torneo                               | Superficie  | Avversario in finale | Punteggio           |
| 1. | 1º novembre 2009 | St. Petersburg Open, San Pietroburgo | Cemento (i) | Serhij Stachovs'kyj  | 6-2, 6(8)-7, 6(7)-7 |

### Doppio

#### Vittorie (25)
| Legenda              |
| Grande Slam (1)      |
| ATP Finals (0)       |
| ATP Masters 1000 (9) |
| ATP Tour 500 (3)     |
| ATP Tour 250 (12)    |

| N.  | Data              | Torneo                                       | Superficie      | Compagno          | Avversario in finale                 | Punteggio            |
| 1.  | 21 febbraio 2010  | Argentina Open, Buenos Aires                 | Terra rossa     | Sebastián Prieto  | Simon Greul Peter Luczak             | 7-6(3), 6-3          |
| 2.  | 1º maggio 2011    | Internazionali di Baviera, Monaco di Baviera | Terra rossa     | Simone Bolelli    | Andreas Beck Christopher Kas         | 7-6(3), 6-4          |
| 3.  | 27 febbraio 2016  | Brasil Open, San Paolo                       | Terra rossa (i) | Julio Peralta     | Pablo Carreño Busta David Marrero    | 4-6, 6-1, [10-5]     |
| 4.  | 24 luglio 2016    | Swiss Open Gstaad, Gstaad                    | Terra rossa     | Julio Peralta     | Mate Pavić Michael Venus             | 7-6(2), 6-2          |
| 5.  | 7 agosto 2016     | Atlanta Open, Atlanta                        | Cemento         | Andrés Molteni    | Johan Brunström Andreas Siljeström   | 7-6(2), 6-4          |
| 6.  | 25 settembre 2016 | Open de Moselle, Metz                        | Cemento (i)     | Julio Peralta     | Mate Pavić Michael Venus             | 6-3, 7-6(4)          |
| 7.  | 16 aprile 2017    | U.S. Men's Clay Court Championships, Houston | Terra rossa     | Julio Peralta     | Dustin Brown Frances Tiafoe          | 4-6, 7-5, [10-6]     |
| 8.  | 18 febbraio 2018  | Argentina Open, Buenos Aires (2)             | Terra rossa     | Andrés Molteni    | Juan Sebastián Cabal Robert Farah    | 6-3, 5-7, [10-3]     |
| 9.  | 22 luglio 2018    | Swedish Open, Båstad                         | Terra rossa     | Julio Peralta     | Simone Bolelli Fabio Fognini         | 6-3, 6-4             |
| 10. | 29 luglio 2018    | German Open Hamburg, Amburgo                 | Terra rossa     | Julio Peralta     | Oliver Marach Mate Pavić             | 6-1, 4-6, [10-6]     |
| 11. | 17 febbraio 2019  | Argentina Open, Buenos Aires (3)             | Terra rossa     | Máximo González   | Diego Schwartzman Dominic Thiem      | 6-1, 6-1             |
| 12. | 16 marzo 2019     | Indian Wells Open, Indian Wells              | Cemento         | Nikola Mektić     | Łukasz Kubot Marcelo Melo            | 4-6, 6-4, [10-3]     |
| 13. | 11 agosto 2019    | Canadian Open, Montréal                      | Cemento         | Marcel Granollers | Robin Haase Wesley Koolhof           | 7-5, 7-5             |
| 14. | 16 febbraio 2020  | Argentina Open, Buenos Aires (4)             | Terra rossa     | Marcel Granollers | Guillermo Durán Juan Ignacio Londero | 6-4, 5-7, [18-16]    |
| 15. | 23 febbraio 2020  | Rio Open, Rio de Janeiro                     | Terra rossa     | Marcel Granollers | Salvatore Caruso Federico Gaio       | 6-4, 5-7, [10-7]     |
| 16. | 19 settembre 2020 | Internazionali d'Italia, Roma                | Terra rossa     | Marcel Granollers | Jérémy Chardy Fabrice Martin         | 6-4, 5-7, [10-8]     |
| 17. | 9 maggio 2021     | Madrid Open, Madrid                          | Terra rossa     | Marcel Granollers | Nikola Mektić Mate Pavić             | 1-6, 6-3, [10-8]     |
| 18. | 22 agosto 2021    | Cincinnati Open, Cincinnati                  | Cemento         | Marcel Granollers | Steve Johnson Austin Krajicek        | 7-6(5), 7-6(5)       |
| 19. | 19 giugno 2022    | Halle Open, Halle                            | Erba            | Marcel Granollers | Tim Pütz Michael Venus               | 6-4, 6(5)-7, [14-12] |
| 20. | 15 ottobre 2023   | Shanghai Masters, Shanghai                   | Cemento         | Marcel Granollers | Rohan Bopanna Matthew Ebden          | 5-7, 6-2, [10-7]     |
| 21. | 19 maggio 2024    | Internazionali d'Italia, Roma (2)            | Terra rossa     | Marcel Granollers | Marcelo Arévalo Mate Pavić           | 6-2, 6-2             |
| 22. | 13 agosto 2024    | Canadian Open, Montréal (2)                  | Cemento         | Marcel Granollers | Rajeev Ram Joe Salisbury             | 6-2, 7-6(4)          |
| 23. | 6 aprile 2025     | Romanian Open, Bucarest                      | Terra rossa     | Marcel Granollers | Jakob Schnaitter Mark Wallner        | 7-6(7), 6-4          |
| 24. | 3 maggio 2025     | Madrid Open, Madrid                          | Terra rossa     | Marcel Granollers | Marcelo Arévalo Mate Pavić           | 6-4, 6-4             |
| 25. | 7 giugno 2025     | Open di Francia, Parigi                      | Terra rossa     | Marcel Granollers | Neal Skupski Joe Salisbury           | 6–0, 6(5)–7, 7–5     |

#### Finali perse (21)
| Legenda              |
| Grande Slam (3)      |
| ATP Finals (1)       |
| ATP Masters 1000 (1) |
| ATP Tour 500 (1)     |
| ATP Tour 250 (15)    |

| N.  | Data              | Torneo                               | Superficie  | Compagno          | Avversario in finale              | Punteggio             |
| 1.  | 7 febbraio 2010   | Chile Open, Santiago                 | Terra rossa | Potito Starace    | Łukasz Kubot Oliver Marach        | 4-6, 0-6              |
| 2.  | 29 settembre 2013 | Malaysian Open, Kuala Lumpur         | Cemento (i) | Pablo Cuevas      | Eric Butorac Raven Klaasen        | 2-6, 4-6              |
| 3.  | 16 febbraio 2014  | Argentina Open, Buenos Aires         | Terra rossa | Pablo Cuevas      | Marcel Granollers Marc López      | 5-7, 4-6              |
| 4.  | 11 febbraio 2017  | Ecuador Open, Quito                  | Terra rossa | Julio Peralta     | James Cerretani Philipp Oswald    | 3-6, 1-2 rit.         |
| 5.  | 25 agosto 2017    | Winston-Salem Open, Winston-Salem    | Cemento     | Julio Peralta     | Jean-Julien Rojer Horia Tecău     | 3-6, 4-6              |
| 6.  | 24 settembre 2017 | St. Petersburg Open, San Pietroburgo | Cemento (i) | Julio Peralta     | Roman Jebavý Matwé Middelkoop     | 4-6, 4-6              |
| 7.  | 7 gennaio 2018    | Brisbane International, Brisbane     | Cemento     | Leonardo Mayer    | Henri Kontinen John Peers         | 6-3, 3-6, [2-10]      |
| 8.  | 10 febbraio 2019  | Córdoba Open, Córdoba                | Terra rossa | Máximo González   | Roman Jebavý Andrés Molteni       | 4-6, 6(4)-7           |
| 9.  | 28 giugno 2019    | Eastbourne International, Eastbourne | Erba        | Máximo González   | Juan Sebastián Cabal Robert Farah | 6-3, 6(4)-7, [6-10]   |
| 10. | 21 luglio 2019    | Swedish Open, Båstad                 | Terra rossa | Federico Delbonis | Sander Gillé Joran Vliegen        | 7-6(5), 5-7, [5-10]   |
| 11. | 6 settembre 2019  | US Open, New York                    | Cemento     | Marcel Granollers | Juan Sebastián Cabal Robert Farah | 4-6, 5-7              |
| 12. | 13 settembre 2020 | Austrian Open, Kitzbühel             | Terra rossa | Marcel Granollers | Austin Krajicek Franko Škugor     | 6(5)-7, 5-7           |
| 13. | 20 marzo 2021     | Abierto Mexicano de Tenis, Acapulco  | Cemento     | Marcel Granollers | Ken Skupski Neal Skupski          | 6(3)-7, 4-6           |
| 14. | 10 luglio 2021    | Torneo di Wimbledon, Londra          | Erba        | Marcel Granollers | Nikola Mektić Mate Pavić          | 4-6, 6(5)-7, 6-2, 5-7 |
| 15. | 13 febbraio 2022  | Argentina Open, Buenos Aires         | Terra rossa | Fabio Fognini     | Santiago González Andrés Molteni  | 1-6, 1-6              |
| 16. | 27 maggio 2023    | Geneva Open, Ginevra                 | Terra rossa | Marcel Granollers | Jamie Murray Michael Venus        | 6(6)-7, 6(3)-7        |
| 17. | 16 luglio 2023    | Torneo di Wimbledon, Londra (2)      | Erba        | Marcel Granollers | Wesley Koolhof Neal Skupski       | 4-6, 4-6              |
| 18. | 19 novembre 2023  | ATP Finals, Torino                   | Cemento (i) | Marcel Granollers | Rajeev Ram Joe Salisbury          | 4-6, 3-6              |
| 19. | 12 gennaio 2024   | Auckland Open, Auckland              | Cemento     | Marcel Granollers | Wesley Koolhof Nikola Mektić      | 3-6, 7-6(5), [10-7]   |
| 20. | 18 febbraio 2024  | Argentina Open, Buenos Aires         | Terra rossa | Marcel Granollers | Simone Bolelli Andrea Vavassori   | 2-6, 6(6)-7           |
| 21. | 17 marzo 2024     | Indian Wells Open, Indian Wells      | Cemento     | Marcel Granollers | Wesley Koolhof Nikola Mektić      | 6(2)-7, 6(4)-7        |

### Tornei minori

#### Singolare

##### Vittorie (19)
| Legenda         |
| Challenger (15) |
| Futures (4)     |

| N.  | Data              | Torneo                                                   | Superficie  | Avversario in finale    | Punteggio        |
| 1.  | 22 giugno, 2008   | Guzzini Challenger, Recanati                             | Cemento     | Grega Žemlja            | 6-3, 6-4         |
| 2.  | 1º febbraio, 2009 | Open Bucaramanga, Bucaramanga                            | Terra rossa | Carlos Salamanca        | 7-5, 6-2         |
| 3.  | 22 marzo, 2009    | Colombia Open, Bogotà                                    | Terra rossa | Santiago González       | 7-6(3), 6-0      |
| 4.  | 26 luglio, 2009   | Trofeo Manta Open, Manta                                 | Terra rossa | Vincent Millot          | 3-6, 7-5, 6-3    |
| 5.  | 9 agosto, 2009    | Torneio Internacional Campos do Jordão, Campos do Jordão | Cemento     | Thiago Alves            | 6(6)-7, 6-4, 6-3 |
| 6.  | 4 ottobre, 2009   | Buenos Aires Challenger, Buenos Aires                    | Terra rossa | Gastón Gaudio           | 6-2, 3-6, 6-3    |
| 7.  | 13 maggio, 2012   | I. ČLTK Prague Open, Praga                               | Terra rossa | Martin Kližan           | 1-6, 6-4, 7-6(6) |
| 8.  | 4 novembre, 2012  | Uruguay Open, Montevideo                                 | Terra rossa | Julian Reister          | 6-3, 6-2         |
| 9.  | 11 novembre, 2012 | São Léo Open, São Leopoldo                               | Terra rossa | Paul Capdeville         | 3-6, 7-5, 7-6(2) |
| 10. | 6 gennaio, 2013   | Aberto de São Paulo, São Paulo                           | Terra rossa | Rogério Dutra da Silva  | 7-6(5), 6-2      |
| 11. | 11 novembre, 2013 | Lima Challenger, Lima                                    | Terra rossa | Facundo Bagnis          | 6(4)-7, 6-3, 6-3 |
| 12. | 29 giugno, 2014   | Marburg Open, Marburgo                                   | Terra rossa | Thiemo De Bakker        | 3-6, 6-3, 6-3    |
| 13. | 20 settembre 2014 | Quito Challenger, Quito                                  | Terra rossa | Nicolás Jarry           | 6-4, 7-6(9)      |
| 14. | 19 giugno 2016    | Poprad-Tatry ATP Challenger Tour, Poprad                 | Terra rossa | Gerald Melzer           | 6-3, 6-4         |
| 15. | 9 luglio 2016     | Båstad Challenger, Båstad                                | Terra rossa | Roberto Carballés Baena | 6-3, 6-4         |

##### Finali perse (16)
| Legenda         |
| Challenger (12) |
| Futures (4)     |

| N.  | Data               | Torneo                                      | Superficie  | Avversario in finale   | Punteggio        |
| 1.  | 28 settembre, 2008 | Bogotà Challenger, Bogotà                   | Terra rossa | Marcos Daniel          | 4-6, 6-4, 4-6    |
| 2.  | 3 maggio, 2009     | Open Pereira, Pereira                       | Terra rossa | Alejandro Falla        | 4-6, 6-4, 2-6    |
| 3.  | 19 luglio, 2009    | Open Bogotá, Bogotà                         | Terra rossa | Marcos Daniel          | 6-4, 6(5)-7, 4-6 |
| 4.  | 20 settembre, 2009 | Open Cali I, Cali                           | Terra rossa | Alejandro Falla        | 3-6, 4-6         |
| 5.  | 5 marzo, 2011      | Challenger Salinas, Salinas                 | Terra rossa | Andrés Molteni         | 5-7, 6(4)-7      |
| 6.  | 15 maggio, 2011    | Tournoi International de Bordeaux, Bordeaux | Terra rossa | Marc Gicquel           | 2-6, 4-6         |
| 7.  | 1º aprile 2012     | Open Barranquilla, Barranquilla             | Terra rossa | Alejandro Falla        | 2-6, 4-6         |
| 8.  | 15 luglio 2014     | Liberec Open, Liberec                       | Terra rossa | Andrej Martin          | 6-1, 1-6, 4-6    |
| 9.  | 25 ottobre 2015    | Santiago Challenger 2, Santiago del Cile    | Terra rossa | Rogério Dutra da Silva | 5-7, 6-3, 5-7    |
| 10. | 22 maggio 2016     | Venice Challenge Save Cup, Mestre           | Terra rossa | Gastao Elias           | 6-7, 2-6         |
| 11. | 7 novembre 2016    | Open Bogotá, Bogotà                         | Terra rossa | Facundo Bagnis         | 6-3, 2-6, 6(4)-7 |
| 12. | 9 ottobre 2017     | Challenger de Buenos Aires, Buenos Aires    | Terra rossa | Nicolás Kicker         | 7-6(5), 0-6, 5-7 |

#### Doppio

##### Vittorie (43)
| Legenda tornei minori |
| Challenger (35)       |
| Futures (8)           |

## Risultati in progressione
| Sigla | Risultato               |
| ----- | ----------------------- |
| V     | Vincitore               |
| F     | Finalista               |
| SF    | Semifinalista           |
| O     | Oro olimpico            |
| A     | Argento olimpico        |
| SF    | Bronzo olimpico         |
| QF    | Quarti di Finale        |
| 4T    | Quarto turno            |
| 3T    | Terzo turno             |
| 2T    | Secondo turno           |
| 1T    | Primo turno             |
| RR    | Round Robin             |
| LQ    | Turno di qualificazione |
| A     | Assente                 |
| ND    | Non disputato           |

| Legenda superfici    |
| -------------------- |
| Cemento              |
| Terra battuta        |
| Erba                 |
| Superficie variabile |

### Singolare
| Tornei Grande Slam |     |     |               |               |               |     |               |               |               |     |               |               |               |       |
| Australian Open    | A   | A   | A             | 1T            | A             | A   | 1T            | 1T            | Q1            | A   | 1T            | 1T            | A             | 0–5   |
| Roland Garros      | Q1  | A   | Q2            | 2T            | Q1            | 2T  | 2T            | Q2            | Q1            | 1T  | 4T            | 2T            | A             | 7–6   |
| Wimbledon          | Q1  | A   | Q2            | 1T            | A             | A   | 1T            | A             | 1T            | 1T  | 1T            | 2T            | A             | 1–6   |
| US Open            | Q2  | A   | 2T            | 1T            | 1T            | Q1  | 1T            | Q1            | Q1            | 2T  | 1T            | A             | A             | 2–6   |
| Vittorie–Sconfitte | 0–0 | 0–0 | 1–1           | 1–4           | 0–1           | 1–1 | 1–4           | 0–1           | 0–1           | 1–3 | 3–4           | 2–3           | 0–0           | 10–23 |
| Giochi Olimpici    |     |     |               |               |               |     |               |               |               |     |               |               |               |       |
| Giochi Olimpici    | ND  | A   | Non disputati | Non disputati | Non disputati | A   | Non disputati | Non disputati | Non disputati | A   | Non disputati | Non disputati | Non disputati | 0–0   |
| Vittorie–Sconfitte | ND  | 0–0 | Non disputati | Non disputati | Non disputati | 0–0 | Non disputati | Non disputati | Non disputati | 0–0 | Non disputati | Non disputati | Non disputati | 0–0   |

### Doppio
| Tornei Grande Slam  |     |     |               |               |               |     |               |               |               |     |               |               |               |               |     |     |      |      |     |       |
| Australian Open     | A   | A   | A             | 3T            | A             | A   | 1T            | 1T            | 2T            | A   | 1T            | 1T            | QF            | 3T            | 1T  | SF  | SF   | 3T   | A   | 18–12 |
| Roland Garros       | A   | A   | 1T            | 2T            | A             | QF  | SF            | 2T            | 1T            | 1T  | QF            | 2T            | 1T            | 3T            | 2T  | SF  | SF   | SF   | V   | 34–15 |
| Wimbledon           | Q1  | A   | Q1            | 2T            | A             | A   | 2T            | A             | A             | 1T  | 2T            | 2T            | 3T            | ND            | F   | A   | F    | SF   |     | 19–9  |
| US Open             | A   | A   | A             | SF            | 2T            | 1T  | 3T            | 1T            | 1T            | 1T  | 2T            | 2T            | F             | 1T            | QF  | 1T  | 3T   | QF   |     | 22–15 |
| Vittorie–Sconfitte  | 0–0 | 0–0 | 0–1           | 8–4           | 1–1           | 3–2 | 7–4           | 1–3           | 1–3           | 0–3 | 5–4           | 3–4           | 10–4          | 4–3           | 9–4 | 8–3 | 15–4 | 12–4 | 6–0 | 93–51 |
| Torneo di Fine Anno |     |     |               |               |               |     |               |               |               |     |               |               |               |               |     |     |      |      |     |       |
| ATP Finals          | A   | A   | A             | A             | A             | A   | A             | A             | A             | A   | A             | A             | A             | SF            | SF  | RR  | F    | RR   |     | 8–11  |
| Vittorie–Sconfitte  | 0–0 | 0–0 | 0–0           | 0–0           | 0–0           | 0–0 | 0–0           | 0–0           | 0–0           | 0–0 | 0–0           | 0–0           | 0–0           | 2–2           | 2–2 | 0–3 | 4–1  | 0–3  |     | 8–11  |
| Giochi Olimpici     |     |     |               |               |               |     |               |               |               |     |               |               |               |               |     |     |      |      |     |       |
| Giochi Olimpici     | ND  | A   | Non disputati | Non disputati | Non disputati | A   | Non disputati | Non disputati | Non disputati | A   | Non disputati | Non disputati | Non disputati | Non disputati | 1T  | ND  | ND   | A    | ND  | 0–1   |
| Vittorie–Sconfitte  | ND  | 0–0 | Non disputati | Non disputati | Non disputati | 0–0 | Non disputati | Non disputati | Non disputati | 0–0 | Non disputati | Non disputati | Non disputati | Non disputati | 0–1 | ND  | ND   | 0–0  | ND  | 0–1   |